# Ласкаво просимо до «Чіппендейлс»
«Ласкаво просимо до Чіппендейлс» («Ласкаво просимо до „Чіппендейлс“», англ. Welcome to Chippendales) — американський біографічний драматичний мінісеріал, створений Робертом Сігелем за мотивами книги Скота Макдональда та Патріка МонтесДеОки «Смертельні танці: Вбивства Чіппендейлів» (англ. Deadly Dance: The Chippendales Murders). Засновника «Чіппендейлс» Стіва (Сомена) Банерджі грає Кумейл Нанджіані.
Прем'єра фільму відбулася 22 листопада 2022 року на Hulu. Фільм отримав загалом позитивні відгуки від критиків та п'ять номінацій на прайм-тайм премію «Еммі», включно з акторськими номінаціями Нанджіані, Мюррея Бартлетта, Анналі Ешфорд та Джульєтт Льюїс.

## Зміст
Розповідь про Стіва Банерджі, індійського іммігранта, який шукає американської мрії, описана в цьому справжньому кримінальному серіалі, пронизаному вбивствами та сексом. Він створює найбільший і перший чоловічий стриптиз, «Chippendales», лише щоб спалити його менш ніж за десять років і стати причетним до вбивства.

## Актори та персонажі

### Головні
- Кумейл Нанджіані — Стів (Сомен) Банерджі
- Мюррей Бартлетт — Нік Де Ноя
- Анналі Ешфорд — Ірен Банерджі, уроджена Тиховські, дружина Стіва
- Джульєтт Льюїс — Деніз Кофлан

### Повторювані
- Квентін Плеєр — Отіс Мак-Катчеон
- Ендрю Реннеллс — Бредфорд Бартон
- Робін де Хесус — Рей Колон
- Спенсер Болдман — Ленс Мак-Крей

### Гостьові
- Нікола Пельц — Дороті Страттен
- Ден Стівенс — Пол Снайдер